# Кондратово (Судиславский район)
Кондратово — деревня в Расловском сельском поселении Судиславского района Костромской области России.

## География
Деревня расположена у реки Покша.

## История
Деревни Кондратово и Жары в конце XVII века входили в состав вотчины бояр Шестовых, центром которой была деревня Домнино. При женитьбе Ксении Ивановны Шестовой на Фёдоре Никитиче Романове домнинская волость была, по всей видимости, передана ей в приданое. После восшествия на престол Бориса Годунова в 1598 году, представители рода Романовых были сосланы, Ксения Ивановна заточена в монастырь, а их вотчины отобраны. После воцарения в 1613 году Михаила Фёдоровича Романова — сына Ксении Ивановны и Фёдора Никитича, вотчины, в том числе и домнинская, были Романовыми возвращены и Ксения Ивановна, носившая к тому времени монашеское имя Марфа, многие деревни домнинской вотчины передала московскому Спасскому монастырю.
Согласно Спискам населенных мест Российской империи в 1872 году деревня Вязовое (Кондратово) относилась к 2 стану Костромского уезда Костромской губернии. В ней числилось 2 двора, проживало 6 мужчин и 6 женщин.
Согласно переписи населения 1897 года в деревне проживало 30 человек (12 мужчин и 18 женщин).
Согласно Списку населенных мест Костромской губернии в 1907 году деревня относилась к Шишкинской волости Костромского уезда Костромской губернии. По сведениям волостного правления за 1907 год в ней числилось 5 крестьянских дворов и 36 жителей. Основным занятием жителей деревни, помимо земледелия, был фабрично-заводской отхожий промысел.
До муниципальной реформы 2010 года деревня входила в состав Калинковского сельского поселения Судиславского района.

## Население
| 1872 | 1897 | 1907 | 2008 | 2010 | 2014 |
| ---- | ---- | ---- | ---- | ---- | ---- |
| 12   | ↗30  | ↗36  | ↘0   | ↗17  | ↘0   |